# Virgin Atlantic GlobalFlyer

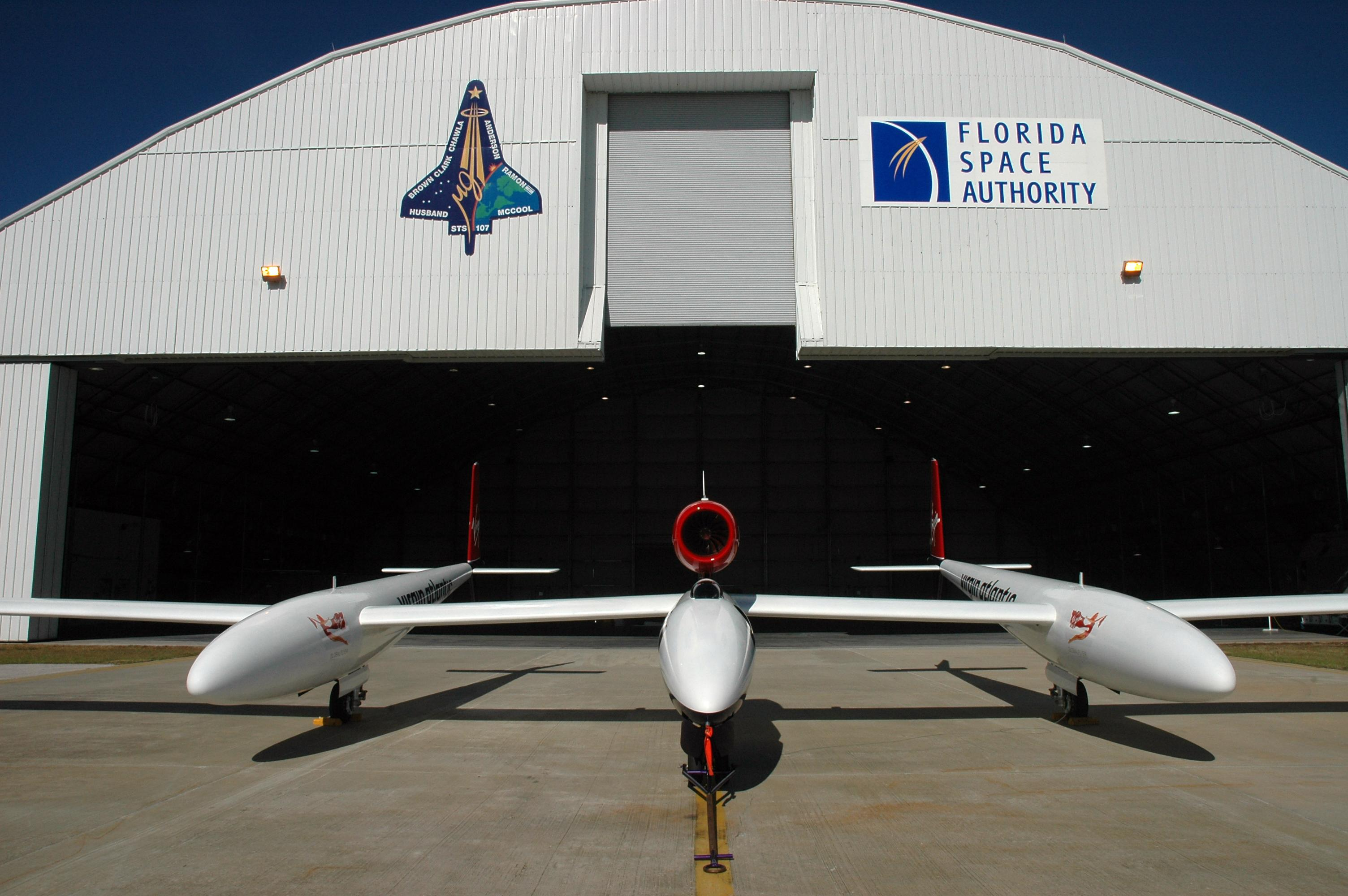
Virgin Atlantic GlobalFlyer в космічному центрі Кеннеді

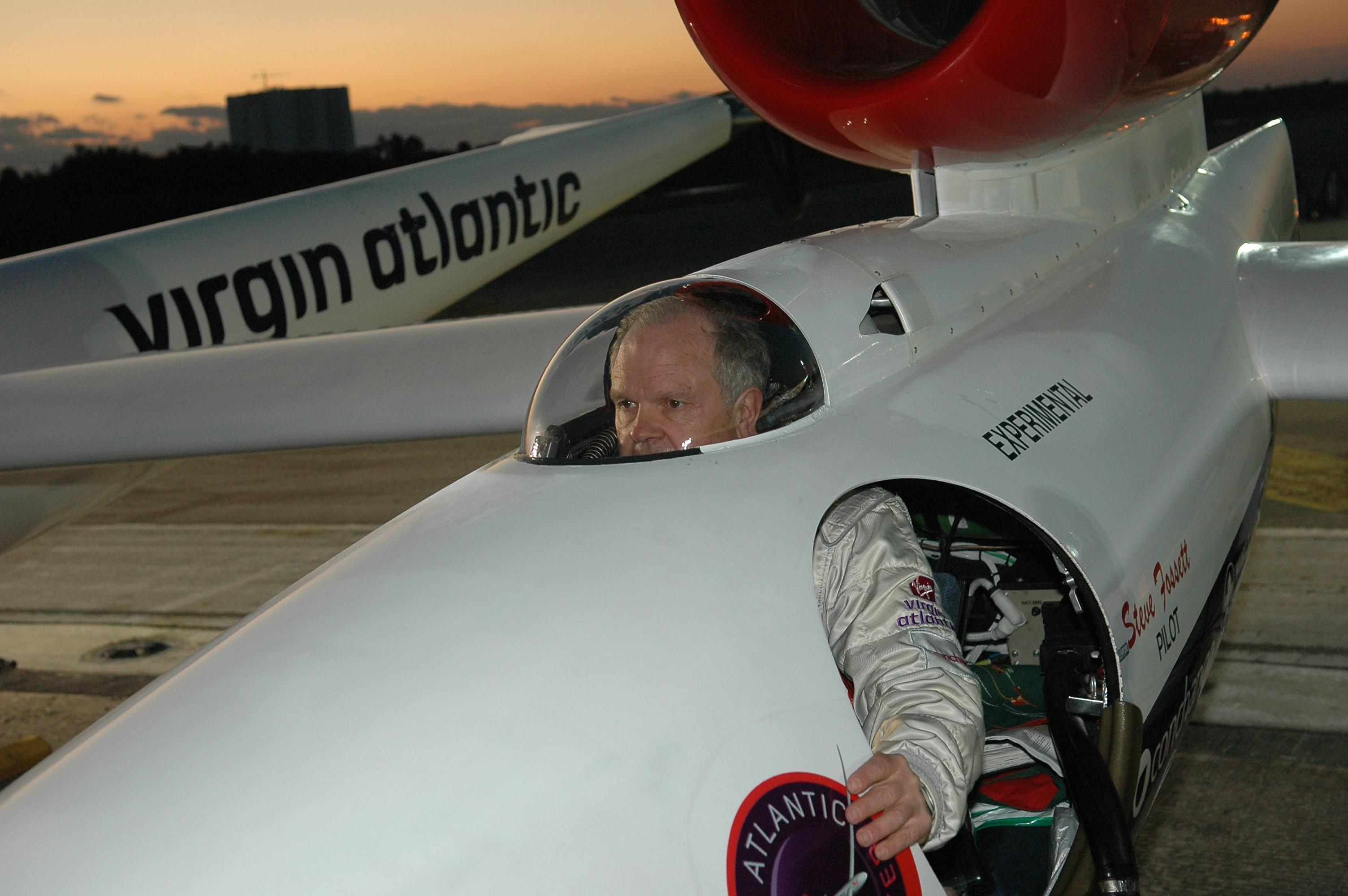
Стів Фоссетт в кабіні Virgin Atlantic GlobalFlyer на території посадкової смуги шатлів в космічному центрі Кеннеді NASA

Virgin Atlantic GlobalFlyer (повна назва — Scaled Composites Model 311 Virgin Atlantic GlobalFlyer, зареєстрований під номером N277SF) — експериментальний одномісний реактивний літак, створений для навколосвітнього безпосадочного перельоту без дозаправок.
Цей експериментальний літак був спроектований і побудований компанією Берта Рутана Scaled Composites, спонсорувався авіакомпанією Virgin Atlantic (Річард Брансон; раніше ці компанії оголосили про спільну роботу за проектом Virgin Galactic) і належав Стіву Фоссетту.
На цьому літаку з 1 по 3 березня 2005 року Стів Фоссетт поодинці здійснив безпосадочний політ навколо земної кулі за 67 годин 1 хвилину. Середня швидкість польоту склала 590,7 км/год і стала абсолютним світовим рекордом швидкості безпосадочного навколосвітнього перельоту без дозаправки. Попередній рекорд був встановлений на літаку Рутана Voyager (тривалість перельоту — 9 діб 3 хвилини, середня швидкість — 186,11 км/год).
У період з 8 лютого по 11 лютого 2006 року Фоссетт подолав на GlobalFlyer найбільшу в історії літаків відстань за один політ: 41 467 км

## Конструкція
Екіпаж — 1 людина.
Трьохопорна схема шасі з передньою допоміжною стійкою. Прибирається у польоті.

## Льотно-технічні характеристики
- Довжина — 11,8 м
- Висота — 3,6 м
- Маса порожнього літака — 1 622,5 кг
- Загальна маса — 9 980 кг
- Розмах крила — 34,74 м
- Площа крил — 37,16 м2
- Максимальна швидкість — 551 км/год
- Дальність польоту — 35 188 км
- Ємність баків — 11 034 л
- ТРД — Williams International FJ44-3ATW